# El Villar de Arnedo
El Villar de Arnedo tỉnh và cộng đồng tự trị La Rioja, phía bắc Tây Ban Nha. Đô thị này có diện tích là 18,25 ki-lô-mét vuông, dân số năm 2009 là 665 người với mật độ 36,44 người/km². Đô thị này có cự ly 36 km so với Logroño.